# قانون استغلال الأطفال في المواد الإباحية

الدول بناءً على قوانينها المتعلقة بحيازة المواد الإباحية للأطفال:
دول يعد امتلاك أي نوع من المواد الإباحية قانوني (بما في ذلك استغلال الأطفال في المواد الإباحية)
دول تعتبر حيازة مواد إباحية للأطفال غير قانوني
دول تعتبر امتلاك أي نوع من المواد الإباحية غير قانوني
بيانات غير متوفرة

قانون استغلال الأطفال في المواد الإباحية هو قانون تمت مناقشته بشكل صريح من قبل 94 دولة من أصل 187 دولة عضو في الإنتربول اعتبارًا من عام 2008، وذلك وفقًا للبحث الذي أجراه المعهد الدولي للأطفال المفقودين والمستغلين جنسيا (ICMEC) ومعهد عائلة كونس للقانون الدولي والسياسة.
من بين تلك البلدان البالغ عددها 94 دولة، جرمت 58 منها حيازة المواد الإباحية للأطفال بغض النظر عن نية التوزيع.